# 布萊金厄省
布萊金厄省位于瑞典南部，与斯科讷省、克鲁努贝里省和卡尔马省相邻，濒波罗的海。

## 市镇
布萊金厄省下分为5个市镇：
- 乌洛夫斯特伦市镇 - Olofström
- 瑟尔沃斯堡市镇 - Sölvesborg
- 卡尔斯港市镇 - Karlshamn
- 龙讷比市镇 - Ronneby
- 卡尔斯克鲁纳市镇 - Karlskrona